# وضعية تي

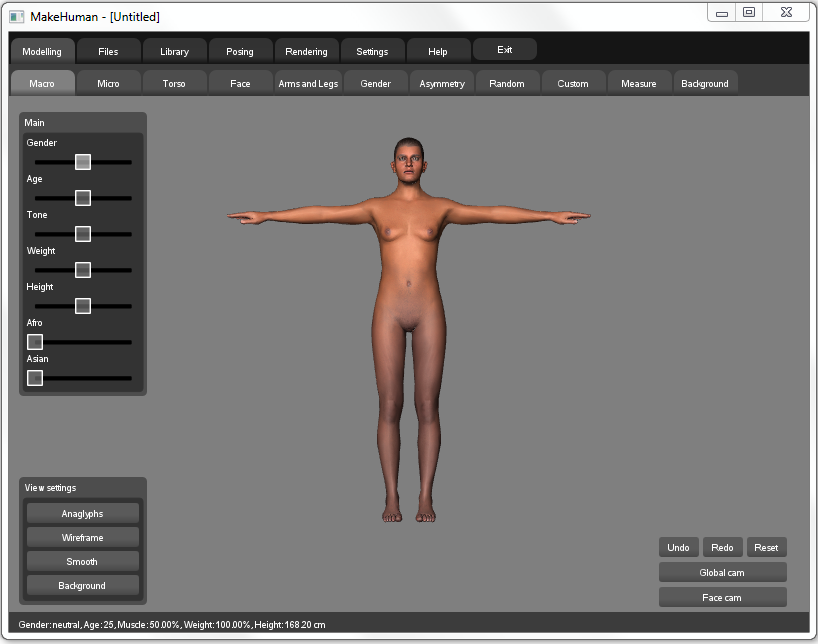
نموذج ذو وضعية-تِ في برنامج ميك هيومان (برنامج لصنع إنسان بشريّ).

في الرسوم المتحركة باستخدام الكمبيوتر، وضعية تي (T-pose) هي الوضعية الافتراضية للهيكل العظمي لنموذج ثلاثي الأبعاد للإنسان قبل تحريكه. سُميت بهذا الاسم بسبب شكلها: حيث تشكل الساقان والذراعان المستقيمان للنموذج البشري حرف T كبير.
يُشار إلى الوضعية أحيانًا باسم وضعية أي (A-pose) عندما تكون الذراعان مائلتين للأسفل. وبالمثل، إذا كانت الذراعان مائلتين للأعلى، فتسمى وضعية واي (Y-pose).
المصطلحات العامة التي تشمل كل هذه الوضعيات (خاصة للنماذج غير البشرية) تتضمن وضعية الربط ، والوضعية العمياء، ووضعية المرجع.

## الاستخدام
تُستخدم وضعية تي بشكل رئيسي كوضعية افتراضية لهيكل الحركة في برامج الرسوم المتحركة ثلاثية الأبعاد، حيث يتم تعديلها لاحقًا لإنشاء الحركة. الهدف من وضعية تي هو محاذاة العناصر الرئيسية للجسم مع المحاور، مما يسهل تجهيز النموذج للحركة والفيزياء وعناصر التحكم الأخرى. بناءً على الهندسة الدقيقة للنموذج، قد تكون الوضعيات الأخرى مثل وضعية أي أكثر ملاءمة لتشوه النقاط في مناطق مثل الكتفين.

بعيدًا عن كونها وضعيات افتراضية في برامج الرسوم المتحركة، تُستخدم وضعيات ت عادة كعناصر نائبة للرسوم المتحركة غير المكتملة، خصوصًا في ألعاب الفيديو ثلاثية الأبعاد المتحركة. في بعض برامج التقاط الحركة، يجب على الممثل في بدلة التقاط الحركة أن يتخذ وضعية تي قبل بدء عملية التقاط الحركة. رغم وجود وضعيات أخرى، تبقى وضعية تي هي الأكثر شيوعًا.

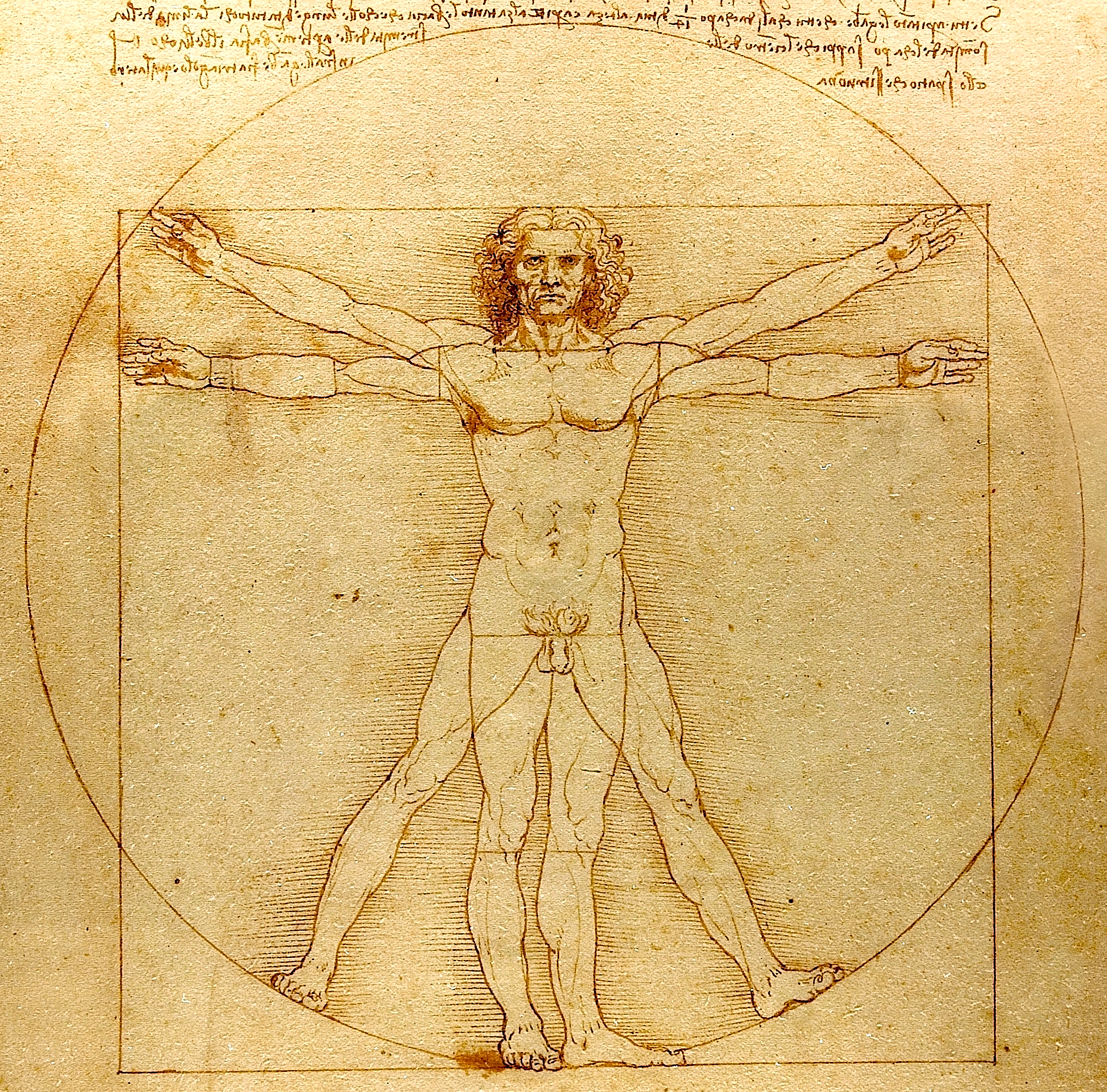
اَلْوَضْعِيَّةُ-تِ تُعرف في الرسوم المتحركة الحاسوبية أيضًا باسم وضعية الربط و الوضعية المرجعية، وهى الوضعية الافتراضية للهيكل العظمي للنموذج ثلاثي الأبعاد قبل أن يتم تحريكه